# Candlemass
A Candlemass egy svéd doom metal együttes, melyet Leif Edling basszusgitáros és fő dalszerző alakított 1984-ben a Black Sabbath, a Trouble és a Mercyful Fate hatására.

## Története

### Epicus
A Nemesis néven indult együttesben a basszusgitáros Leif Edling mellett Mats Ekström dobos és Mats Björkman gitáros alkották az első stabil felállást. A nem sokkal később Candlemassre átkeresztelt csapat 1985 novemberében egy kétszámos demofelvételt készített. A Demons Gate és a Black Stone Wielder számokat tartalmazó kazettán Leif Edling énekelt. A demo alapján a francia Black Dragon kiadó ajánlott egyetlen lemezre szóló szerződést a Candlemassnek. Stílusteremtő bemutatkozó albumuk, az Epicus Doomicus Metallicus 1986-ban jelent meg. A lemez dalait Johan Lengquist énekelte fel Edling útmutatásai alapján, de Lengquist végül nem maradt a Candlemass tagja, hanem populárisabb vonalon folytatta tovább karrierjét. Az Epicus Doomicus Metallicus ma már klasszikusnak számít, de megjelenésekor alig fogyott és emiatt a Black Dragon nem hosszabbított szerződést a csapattal.

### Messiah
A kiadókereséshez újabb kétszámos demót készítettek a Bewitched és a Battlecry dalokkal. Mivel időközben Mats Ekström távozott, így az új számokat már Jan Lind dobossal vette fel a csapat. A demó eljutott az akkor frissen alapított londoni Axis lemezkiadóhoz, melynek így a Candlemass lett a legelső szerződtetett együttese. Björkman mellé Lars Johansson érkezett szólógitárosnak, a Candlemass új énekese pedig a karizmatikus Messiah Marcolin lett, aki később mindig szerzetesi ruhában lépett fel a koncerteken és egyéni énekstílusával az együttes védjegye lett.
Az új felállású Candlemass első albuma az 1987 novemberében megjelent Nightfall volt. Az előző lemezhez hasonlóan ismét Ragne Wahlquist irányításával dolgoztak a Thunderload stúdióban. A lemez dalait újra Edling írta, kivéve a záró Black Candlest, melyet Mike Wead. Mike Wead turnégitárosként szerepelt az együttesben, miután Lars Johansson kéztörés miatt nem vehetett részt a King Diamonddal közös turnén. Az albumon hallható még Chopin Marche Funebre (Gyászinduló) szerzeményének átirata is. A Nightfall jó fogadtatása a nagy kiadók érdeklődését is felkeltette a Candlemass iránt, de a tagok úgy gondolták, hogy az időközben nevet váltott Axis (vagyis Active Records) több figyelmet tud szentelni az együttesnek, mintha a Candlemass csak egy lenne a sok eladandó termék közül valamelyik multi-lemezkiadónál.
A Nightfall sikere után gyorsan jött a következő album, az Ancient Dreams (1988). A kapkodásnak a lemez hangzása látta kárát. A produkció jóval erőtlenebb lett, mint az első két album esetében. A lemezfelvételt siette, hogy 1988 őszére a Motörheaddel közös turnét terveztek, ami nagy lökést adhatott egy friss Candlemass-albumnak. A stúdióban az együttes egyedül dolgozott, mert a kiszemelt producer más munkákkal volt elfoglalva és csak a végső keverést vállalta el. A végeredmény Leif Edling szerint is kiábrándító volt. A Candlemass tekintélyét csak az intenzív turnézás és a jól sikerült koncertek mentették meg.
Az Ancient Dream-bakit a negyedik album tette helyre. A brit Music For Nations kiadónál 1989-ben megjelent Tales of Creation az élet eredetéről szóló koncepcióalbum. A szövegek nagy részét még 1985-ben írta Edling. Olyan régi demós dalok adták a történet alapját, mint az Under the Oak, az Into the Unfathomed Tower és a Dark Reflection. A lemez megjelenését masszív turnézás követte Európában. A Candlemass élő fellépései mindig is erőteljesek voltak, így az 1990-ben megjelent Live koncertalbum hatásosan foglalja össze az együttes addigi pályafutását. A lemez anyagát eredetileg a londoni Marquee Clubban rögzítették volna, de végül Stockholm mellett döntöttek. A koncertről filmfelvétel is készült, de különböző okok miatt a mai napig nem adták ki videón.

### Algebra
A rajongók számára úgy tűnt, hogy a Candlemass körül minden a legnagyobb rendben, a háttérben mégis a mélyülő válság jelei mutatkoztak. Még a Live album megjelenése előtt a menedzser otthagyta az együttest. 1990 őszére a sokasodó személyes és pénzügyi problémák szinte a Candlemass végét jelentették. Messiah és Edling néhány zenész barátjukkal és Mike Weaddel közösen új projektbe kezdett (ami később az Abstract Algebra együttesben öltött formát évekkel később), de a Candlemass szerződéses kötelezettségei további koncerteket és még egy új album elkészítését rótták a csapatra. A turné jól sikerült, de 1991 nyarán, a Chapter VI album próbái közben Messiah bejelentette, hogy kilép az együttesből.
Az új énekes Thomas Vikström lett. A Chapter VI Svédországban Grammy-jelölést kapott, a Dying Illusion és Ebony Throne dalokat folyamatosan játszották a svéd rádiók, turnék zajlottak Európában és az Egyesült Államokban. Leif Edling azonban már másban gondolkodott. A Candlemass 1993 végén feloszlott. Björkman, Johansson és Lind Zoic néven dolgozott tovább, Leif Edling pedig Mike Wead gitárossal és Mats Leven énekessel megalakította a progos Abstract Algebrát. Az 1995-ben megjelent Abstract Algebra lemez eladási adatai messze elmaradtak a Candlemass-lemezek több tízezres számaitól. A második Abstract Algebra album stúdiómunkálatai a projekt összes pénzét felemésztették és a lemezanyag sem készült el. A csődből a Music For Nations ajánlata jelentette a kiutat, de a kiadót kizárólag egy új Candlemass-album érdekelte.
Edling az 1998-ban megjelent Dactylis Glomerata albumot Björn Flodquist énekessel, Jejo Perkovic dobossal és Patrik Instedt gitárossal készítette el újabb kilenc hónap stúdiómunkával az eredetileg a második Abstract Algebra-albumra szánt dalokból és néhány új témából. A majd' másfél éves hercehurca megviselte az együttest. Jellemző, hogy az albumot végül egy olyan növényről nevezték el, amire Edling allergiás volt. A Dactylis Glomerata áprilisi megjelenése után három hónappal már új dalokon dolgozott a Candlemass. Friss ötletek az új gitáros Mats Stahl adtak új lendületet a csapatnak. Az 1999-es From the 13th Sun egyfajta tisztelgés a Black Sabbath és a hetvenes évek klasszikus együttesei előtt. A lemezre a Galatea című Led Zeppelin-dal feldolgozása is felkerült.

### Reunion
A klasszikus Candlemass-felállás 2002-ben alakult újjá Messiah Marcolin énekessel, Mats Björkman és Lars Johansson gitárosokkal, Jan Lind dobossal és természetesen Leif Edling basszusgitárossal. A Sweden Rocks szervezői vették rá az együttest, hogy lépjenek fel a fesztiválon. A reunion koncert felvétele a következő évben jött ki dupla CD-n (Doomed for Live – Reunion 2002). Közben az újonnan alapított svéd Powerline kiadó újra kiadta az első négy Candlemass albumot feljavított hangzással és bónuszokkal kiegészítve. Szintén 2002-ben jelent meg egy válogatás The Black Heart of Candlemass címmel az 1983 és 1999 között készített demofelvételekből és kiadatlan dalokból. A klasszikus felállás egy 1990-es fellépését tartalmazza a Documents of Doom dvd ugyanebből a korszakból származó válogatott koncertfelvételekkel együtt.
A nagy felhajtás után mindenki azt várta, hogy hamarosan ismét stúdióba vonul a Candlemass, hogy friss dalokat rögzítsenek, de ehelyett 2004 májusában hivatalos közleményben tudatták, hogy az együttes ismét feloszlott. Fél évvel később már az volt a téma, hogy a megalakulás huszadik évfordulójára új stúdióalbumot készítenek. Ekkor jelent meg az Essential Doom válogatás a Witches című új dal demováltozatával és egy ötszámos bónusz DVD-vel a 2003. augusztusi Rock Hard fesztiválos fellépésről.
2005-ben, az együttes megalakulásnak huszadik évfordulójára jelent meg a Candlemass címre keresztelt új album a Nuclear Blast kiadónál. A lemez 7. helyen nyitott a svéd albumlistán, a csapat pedig sorra kapta a meghívásokat a legnagyobb európai metálfesztiválokra, majd a Cathedrallal közösen turnéztak. A következő év áprilisában Messiah váratlanul bejelentette, hogy ismét távozik a Candlemassból, miközben az együttes már a következő albumon dolgozott. A kiadó és a csapat tagjai hónapokig győzködték az énekest, aki idegi kimerültség miatt képtelen volt elvégezni a feladatát. Végül a szintén legendás doom metal együttesnek számító texasi Solitude Aeturnus frontembere, Rob Lowe mentette meg a helyzetet és énekelte fel a 2007-es King of the Grey Islands albumot. A következő években további két nagylemezt készítettek Lowe-val. 2012 júniusában azonban tőle is megvált a zenekar, és Mats Levén lett az énekes.

## Diszkográfia

### Stúdióalbumok
- 1986 – Epicus Doomicus Metallicus
- 1987 – Nightfall
- 1988 – Ancient Dreams
- 1989 – Tales of Creation
- 1992 – Chapter VI
- 1998 – Dactylis Glomerata
- 1999 – From the 13th Sun
- 2005 – Candlemass
- 2007 – King of the Grey Islands
- 2009 – Death Magic Doom
- 2012 – Psalms for the Dead
- 2019 – The Door to Doom
- 2022 – Sweet Evil Sun

### Mini-albumok
- 2008 – Lucifer Rising EP
- 2016 – Death Thy Lover EP
- 2018 – House of Doom EP
- 2020 – The Pendulum

### Koncertalbumok
- 1990 – Live
- 2003 – Doomed for Live (Reunion 2002)
- 2010 – Ashes to Ashes
- 2011 – Epicus Doomicus Metallicus - Live at Roadburn

### Válogatások
- 1994 – As It Is, As It Was
- 2002 – The Black Heart of Candlemass (demo-felvételek, 1983-1999)
- 2004 – Essential Doom (bónusz DVD-vel)

### DVD-videók
- 2003 – Documents of Doom
- 2005 – The Curse of Candlemass